# Clarkston (Georgia)
Clarkston ist eine Stadt im DeKalb County im US-Bundesstaat Georgia.
Das U.S. Census Bureau hat bei der Volkszählung 2020 eine Einwohnerzahl von 14.756 ermittelt.

## Geographie
Clarkston grenzt im Norden direkt an die Stadt Tucker und liegt rund fünf Kilometer nordöstlich von Decatur sowie etwa zehn Kilometer nordöstlich von Atlanta.

## Geschichte
Clarkston war lange nur ein kleiner, von Farmern bewohnter Flecken, dessen viele Ziegen ihm den Spitznamen „Goatstown“ einbrachten. Der Eisenbahnanschluss Ende des 19. Jahrhunderts begann ein langsames Wachstum; die eigentliche Stadtgründung erfolgte 1882, der Name geht auf einen Eisenbahner zurück. Die fast ausschließlich weiße Mittelklassestadt zog ab den 1980er Jahren, teilweise aufgrund der niedrigen Lebenshaltungskosten, teilweise, da es sich schnell einen Ruf als Ort der Toleranz erwarb, Immigranten an. Im neuen Jahrtausend fiel Clarkston für eine in der Region progressive Politik auf; z. B. wurde Marihuana legalisiert. Die Stadt selbst hat sich das Motto „Where possibilities grow“ („Wo Chancen wachsen“) gegeben.
Die Stadt wird manchmal, wegen ihrer stark gemischten Einwohnerstruktur, das „Ellis Island des Südens“ genannt; die Stadt wird zuweilen von internationalen Politikern besucht, die ergründen wollen, warum Integration und Zusammenleben in Clarkston so gut funktionieren. Grund ist, dass die Stadt ab den 1990er Jahren einen, im Vergleich zur Größe der Stadt, starken Zustrom an Flüchtlingen erhielt. Laut der Website der Stadt wurden über 30 % der Einwohner nicht in den USA geboren.

## Demographische Daten
Laut der Volkszählung von 2010 verteilten sich die damaligen 7554 Einwohner auf 2602 bewohnte Haushalte, was einen Schnitt von 2,90 Personen pro Haushalt ergibt. Insgesamt bestehen 2883 Haushalte.
64,2 % der Haushalte waren Familienhaushalte (bestehend aus verheirateten Paaren mit oder ohne Nachkommen bzw. einem Elternteil mit Nachkomme) mit einer durchschnittlichen Größe von 3,53 Personen. In 42,6 % aller Haushalte lebten Kinder unter 18 Jahren sowie in 9,1 % aller Haushalte Personen mit mindestens 65 Jahren.
31,9 % der Bevölkerung waren jünger als 20 Jahre, 38,3 % waren 20 bis 39 Jahre alt, 23,2 % waren 40 bis 59 Jahre alt und 6,7 % waren mindestens 60 Jahre alt. Das mittlere Alter betrug 30 Jahre. 49,3 % der Bevölkerung waren männlich und 50,7 % weiblich.
13,6 % der Bevölkerung bezeichneten sich als Weiße, 58,4 % als Afroamerikaner, 0,2 % als Indianer und 21,6 % als Asian Americans. 2,1 % gaben die Angehörigkeit zu einer anderen Ethnie und 4,1 % zu mehreren Ethnien an. 2,8 % der Bevölkerung bestand aus Hispanics oder Latinos.
Das durchschnittliche Jahreseinkommen pro Haushalt lag bei 35.934 USD, dabei lebten 33,0 % der Bevölkerung unter der Armutsgrenze.

## Persönlichkeiten
- William J. Livsey (1931–2016), Viersterne-General der United States Army

## Verkehr
Clarkston wird von der Interstate 285 sowie vom U.S. Highway 78 tangiert.
Der nächste Flughafen ist der Flughafen Atlanta (rund 30 Kilometer südwestlich).